# Clausilia gracilis
Clausilia gracilis is een slakkensoort uit de familie van de Clausiliidae. De wetenschappelijke naam van de soort werd voor het eerst geldig gepubliceerd in 1821 door C. Pfeiffer.